# (33091) 1997 XO12
1997 XO12 (asteroide 33091) é um asteroide da cintura principal. Possui uma excentricidade de 0.08533260 e uma inclinação de 5.81177º.
Este asteroide foi descoberto no dia 4 de dezembro de 1997 por LINEAR em Socorro.